# Сан-Салвадор (Одеміра)
Сан-Салвадор (порт. São Salvador; МФА: [ˈsɐ̃w saɫ.vɐ.ˈdoɾ]) — парафія в Португалії, у муніципалітеті Одеміра. Розташована в південній частині країни, на теренах історичної португальської провінції Алентежу. Входить до складу округу Бежа. За адміністративним поділом, чинним до 1976 року, терени парафії були складовою провінції Нижнє Алентежу. Належить до Безької діоцезії Католицької церкви. Патрон — Ісус Христос. Площа — 61,6528 км². Населення — 1818 ос. (2011). Слабо урбанізований регіон. Густота населення — 29,49 осіб/км²
. Код — 021108.

## Населення
| Кількість мешканців | Кількість мешканців | Кількість мешканців | Кількість мешканців | Кількість мешканців | Кількість мешканців | Кількість мешканців | Кількість мешканців | Кількість мешканців | Кількість мешканців | Кількість мешканців | Кількість мешканців | Кількість мешканців | Кількість мешканців | Кількість мешканців |
| ------------------- | ------------------- | ------------------- | ------------------- | ------------------- | ------------------- | ------------------- | ------------------- | ------------------- | ------------------- | ------------------- | ------------------- | ------------------- | ------------------- | ------------------- |
| 1864                | 1878                | 1890                | 1900                | 1911                | 1920                | 1930                | 1940                | 1950                | 1960                | 1970                | 1981                | 1991                | 2001                | 2011                |
| 1 422               | 1 512               | 1 492               | 1 690               | 2 120               | 2 333               | 2 711               | 3 433               | 3 714               | 4 011               | 3 747               | 3 387               | 3 461               | 3 285               | 1 818               |